# Arthur van Schendel (museumdirecteur)
Arthur François Emile van Schendel (Ede, 18 mei 1910 - Amsterdam, 6 februari 1979) was een Nederlands kunsthistoricus en museumdirecteur.

## Levensloop
Van Schendel was een zoon van de bekende schrijver Arthur van Schendel (1874-1946) en diens tweede echtgenote Anna de Boers.
Hij was tien toen hij met zijn ouders naar Italië verhuisde en in Firenze school ging. In 1930 trok hij naar Parijs en studeerde er kunstgeschiedenis aan de Sorbonne. In 1933 kwam hij weer naar Nederland en werd onbezoldigd medewerker in het departement schilderijen van het Rijksmuseum Amsterdam. In 1936 werd hij er als assistent benoemd.
In 1938 behaalde hij een doctoraat in de kunstgeschiedenis aan de Sorbonne met een dissertatie gewijd aan middeleeuwse tekeningen in Lombardije.
In de periode voor de Tweede Wereldoorlog, en ook tijdens de oorlog, bestond zijn voornaamste activiteit er in de kunstwerken van het Rijksmuseum in veilige schuilplaatsen onder te brengen.
Na de oorlog werd hij conservator in het departement schilderwerken en in 1950 werd hij de directeur van het departement. Niet verwonderlijk behoorde het behoud van kunstwerken tot zijn hoofdbekommernis. Heel wat schilderijen werden onder zijn supervisie gereinigd, gerestaureerd en bestudeerd, met inbegrip van De Nachtwacht. Voor dit meesterwerk werd wetenschappelijk onderzoek gedaan met infrarode fotografie en Röntgen-doorlichting. Hiervoor deed hij beroep op de Belgische deskundige Paul Coremans. Samen met restaurateur H. H. Mertens publiceerde hij hierover de bevindingen.
Het Röntgenonderzoek van Rembrandts De Staalmeesters bracht nieuwe inzichten mee over de schildertechniek van de meester.
In 1963 richtte Van Schendel in Amsterdam een onafhankelijk laboratorium op, het Centraal Laboratorium voor Onderzoek van Voorwerpen van Kunst en Wetenschap.
Hij speelde een aanzienlijke rol binnen de internationale organisaties die zich bekommerden om conservatie en restauratie van kunstwerken.
- Samen met Paul Coremans en andere museumdirecteurs stichtte hij in 1950 in Londen het International Institute for Conservation of Historic and Artistic Works (IIC).
- In 1959 was hij een van de stichters van het International Centre for the Study of the Preservation and Restoration of Cultural Property, in Rome.
- Van 1965 tot 1971 was hij voorzitter van de International Council of Museums (ICOM).

In 1959 volgde hij in het Rijksmuseum Amsterdam David Röell op als algemeen directeur. Zijn hoofdopdracht was voortaan het voleindigen van de renovatie van het museum, die door zijn voorganger was aangevat. Twee gebouwen werden herbouwd, naar een ontwerp van architect Dick Elffers (1910-1990) om er de afdelingen beeldhouwwerk, toegepaste kunsten en Nederlandse geschiedenis in onder te brengen. Van Schendel was hierbij voorstander van sobere en aantrekkelijke presentaties, in een rustige sfeer.
Onder zijn leiding verwierf het Rijksmuseum schilderijen van grote meesters, onder meer een triptiek door Lucas van Leyden en landschappen door Aelbert Cuyp en Philips Koninck. In 1965 kocht het Rijksmuseum het toen aan Rembrandt toegeschreven Heilige Familie op nachtelijke vlucht aan.
Onder Van Schendels leiding werden belangrijke tentoonstellingen georganiseerd, zoals in 1968-1969 over de Italiaanse fresco's die in 1966 uit het overstroomde Firenze waren gered. In 1969 bezochten 460.489 bezoekers een tentoonstelling naar aanleiding van de vierhonderdste verjaardag van de dood van Rembrandt, destijds een record voor het Rijksmuseum.
Van Schendel ging met pensioen in 1975 en bleef nog tot aan zijn schielijke dood in 1979, actief in verschillende organisaties.

## Publicaties
- Le dessin en Lombardie jusqu’à la fin du XVe siècle (doctoraatsverhandeling), Brussel, 1938 & Amsterdam, Breitner, 1939.
- (met H.H. Mertens) De restauraties van Rembrandt’s Nachtwacht, in: Oud Holland, 1947.
- De schimmen van De Staalmeesters, in: Oud Holland, 1956.

## Literatuur

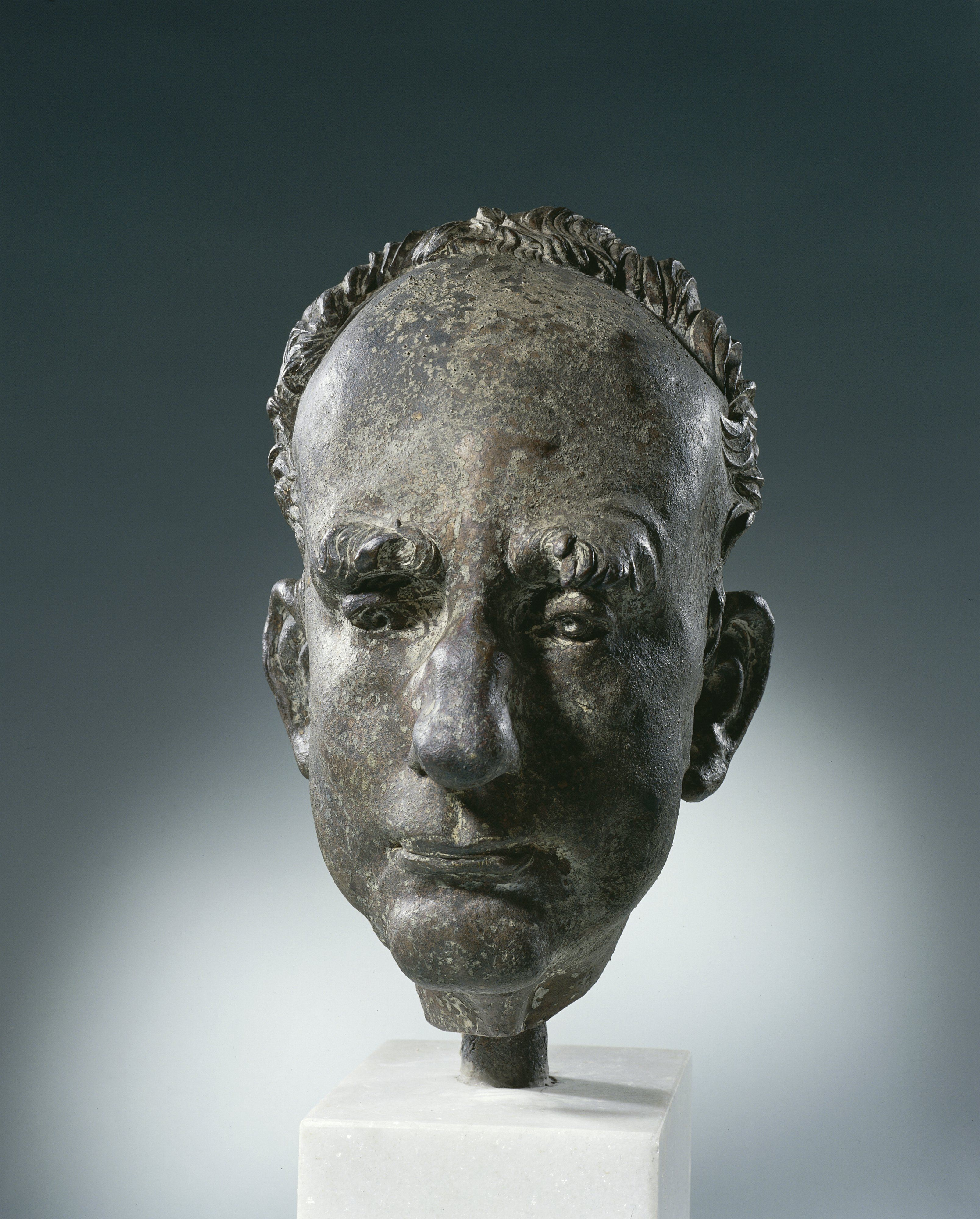
Kop van Van Schendel door Arthur Spronken